# 板倉康洋
板倉 康洋 (いたくら やすひろ、1965年2月4日 - ) は、日本の文部科学官僚。

## 人物
山口県出身。1987年京都大学理学部卒業後、科学技術庁入庁。
2007年内閣情報調査室内閣参事官、同年文部科学省研究開発局原子力研究開発課長、2010年原子力課長、同年東京農工大学教授、2012年研究振興局ライフサイエンス課長、2014年振興企画課長、2015年日本医療研究開発機構経営企画部長、2016年文部科学省大臣官房審議官、2018年量子科学技術研究開発機構理事、2019年執行役、2020年科学技術・学術政策局長、2021年日本原子力研究開発機構執行役、2022年副理事長。